# Nôgami Neuro investigatore demoniaco
Nôgami Neuro investigatore demoniaco (魔人探偵脳噛ネウロ?, Majin tantei Nōgami Neuro) è un manga shōnen scritto e disegnato da Yūsei Matsui. In Giappone è stato serializzato sulla rivista Weekly Shōnen Jump dal 21 febbraio 2005 e si è concluso il 20 aprile 2009 con 202 capitoli raccolti in 23 tankōbon. In Italia questi ultimi sono stati pubblicati da Planeta DeAgostini dal novembre 2007 al dicembre 2012. Il titolo italiano è traslitterato secondo il sistema Kunrei e quindi la "o" lunga è indicata con l'accento circonflesso. La serie è stata adattata in due drama CD e dal 2 ottobre 2007 è iniziato l'anime televisivo prodotto dalla Madhouse e trasmesso da Nippon Television, conclusosi il 25 marzo 2008 con 25 episodi.

## Trama
La serie parla di un demone, Nôgami Neuro, che si ciba di misteri, ed è giunto nel mondo umano per mangiare tutti i misteri contenuti in esso. Ma in quanto demone, non può farlo pubblicamente alla luce del sole. La prima cosa da fare perciò è costringere una studentessa liceale a diventare una detective, mentre Neuro le fa da assistente. Nonostante sembri una serie basata unicamente sul mistero, è stata descritta dall'autore come "una serie di intrattenimento rivestita di mistero".

## Personaggi

Neuro e Yako nell'anime

Neuro Nôgami (脳噛 ネウロ?, Nōgami Neuro)
Doppiato da: Takehito Koyasu
Il protagonista della serie, è un detective dell'inferno (Makai). In pubblico lascia che Yako abbia il ruolo di detective, nonostante sia lui a guidarla ogni volta. La sua presenza sulla terra è causata dalla ricerca continua del mistero supremo che possa saziarlo, infatti Neuro per nutrirsi assorbe l'energia proveniente dalla risoluzione di un mistero scaturito da un pensiero malvagio.
Yako Katsuragi (桂木 弥子?, Katsuragi Yako)
Doppiata da: Kana Ueda
È il primo personaggio introdotto nel manga. Il padre di Yako trova una morte inspiegabile, ma la ragazza cerca comunque di farsi forza fino a quando non fa la sua comparsa Neuro, il quale le fa "l'offerta forzata" di divenire uno schiavo umano per permettere al demone di nutrirsi di misteri senza destare sospetti. Risolto il caso del padre, Yako e Neuro continueranno la loro "collaborazione".
Eishi Sasazuka (笹塚 衛士?, Sasazuka Eishi)
Doppiato da: Kōji Yusa
Sasazuka è uno dei due poliziotti con il compito di risolvere il mistero dietro la morte del padre di Yako. Dopo che Neuro risolve il caso della morte del padre di Yako, Sasazuka dà loro accesso alla scena del crimine ed arresta il colpevole scoperto da Yako. Nonostante a volte appaia disinteressato, ha una mente veloce e durante le emergenze sa muoversi con rapidità, inoltre possiede una buona mira. Sembra tuttavia sospettare di Neuro.
In passato era compagno di classe di Usui e Tsukushi, e si è unito alla polizia per investigare su X.
Jun Ishigaki (石垣 筍?, Ishigaki Jun)
Doppiato da: Kōsuke Toriumi
Ishigaki è un giovane poliziotto. Dopo il mistero della morte del padre di Yako, Ishigaki diventa il nuovo compagno di lavoro di Sasazuka. Collezione ogni tipo di giocattolo e modellino.
Shinobu Godai (吾代 忍?, Godai Shinobu)
Doppiato da: Hiroyuki Yoshino (anime), Kishō Taniyama (radio drama)
Shinobu Godai era un dipendente dell'azienda finanziaria illegale Saotome, dopo che Neuro e Yako risolvono il caso dell'omicidio del precedente capo di Godai e l'edificio diviene "l'agenzia d'investigazione demoniache", Godai viene richiamato da Neuro per svolgere il ruolo di "tuttofare" e principalmente di allontanare gli occhi indiscreti della stampa.
X
X (o Sai) è un misterioso umano con poteri sovrannaturali.
Hisanori Hayasaka (早坂 久宜?, Hayasaka Hisanori)
Il fratello maggiore di Hayasaka Yukinori.
Yukinori Hayasaka (早坂 幸宜?, Hayasaka Yukinori)
Il fratello maggiore di Hayasaka Hisanori soprannominato "Yuki".
Yūya Higuchi (篚口 結也?, Higuchi Yūya)
Un hacker / detective diciannovenne che lavora per la polizia.
I
L'assistente di X.
Tatsuo Koshiba (小柴 達夫?, Koshiba Tatsuo)
Assistente nelle ricerche universitare ed uno dei guardiani dell'HAL.
Shiho Ezaki (江崎 志帆?, Ezaki Shiho)
Un altro dei guardiani dell'HAL.
Hiroto Asanaga (朝永 博斗?, Asanaga Hiroto)
Studente laureato dell'università e guardiano dell'HAL.
DR
Abbreviazione per "DRagon".
HAL (電人「HAL」?, Denjin "HAL")
Sicks
Zenjirō Kasai (葛西 善二郎?, Kasai Zenjirō)
Eisuke Harukawa (春川 英輔?, Harukawa Eisuke)
Akane (あかねちゃん?, Akane-chan)
Akane-Chan è una ragazza il cui cadavere è murato nella ex-finanziaria Saotome. Risvegliato dal miasma demoniaco di Neuro, diviene la segretaria dell'agenzia d'investigazioni demoniache, potendo muovere e utilizzare la sua coda di capelli. Neuro promette che prima o poi si nutrirà anche del suo mistero.
Aya Asea (アヤ・エイジア?, Aya Eishia)
Andrew Sixson
Tetsuyuki Homura (穂村 徹行?, Homura Tetsuyuki)

## Media

### Manga
Il manga è stato scritto da Yūsei Matsui e serializzato dal 21 febbraio 2005 al 20 aprile 2009 sulla rivista Weekly Shōnen Jump edita da Shūeisha. In seguito, i vari capitoli sono stati raccolti in 23 tankōbon pubblicati tra il 4 luglio 2005 ed il 4 agosto 2009.
In Italia la serie è stata pubblicata da Planeta DeAgostini dal 30 novembre 2007 al 15 dicembre 2012.

#### Volumi
| Nº | Titolo italiano Giapponese 「Kanji」 - Rōmaji - Traduzione letterale                                                                     | Data di prima pubblicazione             | Data di prima pubblicazione              |
| Nº | Titolo italiano Giapponese 「Kanji」 - Rōmaji - Traduzione letterale                                                                     | Giapponese                              | Italiano                                 |
| 1  | Nôgami Neuro investigatore demoniaco 1 「脳髄の空腹」 - Nōzui no kūfuku – "Mangia cervelli"                                              | 4 luglio 2005 ISBN 978-4-08-873834-5    | 30 novembre 2007 ISBN 978-84-674-4836-8  |
| 2  | Nôgami Neuro investigatore demoniaco 2 「ひとりきりの歌姫」 - Hitorikiri no utahime – "Diva solitaria"                                   | 2 settembre 2005 ISBN 978-4-08-873854-3 | 18 gennaio 2008                          |
| 3  | Nôgami Neuro investigatore demoniaco 3 「鮮明なる"X"」 - Senmeinaru "X" – "Sconosciuto "X""                                              | 4 novembre 2005 ISBN 978-4-08-873875-8  | 14 febbraio 2008                         |
| 4  | Nôgami Neuro investigatore demoniaco 4 「犬に爆弾」 - Inu ni bakudan – "Cane bomba"                                                      | 5 gennaio 2006 ISBN 978-4-08-874007-2   | 17 marzo 2008                            |
| 5  | Nôgami Neuro investigatore demoniaco 5 「鎧の兄弟」 - Yoroi no kyōdai – "Fratelli dell'armamento"                                        | 4 aprile 2006 ISBN 978-4-08-874043-0    | 25 aprile 2008                           |
| 6  | Nôgami Neuro investigatore demoniaco 6 「髪とハサミとキリトリ線」 - Kami to hasami to kiritori-sen – "Capelli, punzonati e paulownia"    | 2 giugno 2006 ISBN 978-4-08-874113-0    | 30 maggio 2008                           |
| 7  | Nôgami Neuro investigatore demoniaco 7 「細胞から愛をこめて」 - Saibō kara ai o komete – "Amore dalla cellula"                           | 4 agosto 2006 ISBN 978-4-08-874143-7    | 4 luglio 2008                            |
| 8  | Nôgami Neuro investigatore demoniaco 8 「造られた放火魔」 - Tsukurareta hōkama – "Un fatto piromane"                                     | 4 ottobre 2006 ISBN 978-4-08-874266-3   | 18 luglio 2008                           |
| 9  | Nôgami Neuro investigatore demoniaco 9 「"電人"HAL」 - "Denjin" Haru – "HAL "uomo elettrico""                                            | 4 dicembre 2006 ISBN 978-4-08-874291-5  | 8 agosto 2008                            |
| 10 | Nôgami Neuro investigatore demoniaco 10 「1と0の狭間」 - 1 to 0 no hazama – "Tra l'1 e lo 0"                                             | 2 marzo 2007 ISBN 978-4-08-874329-5     | 12 settembre 2008 ISBN 978-84-6746-312-5 |
| 11 | Nôgami Neuro investigatore demoniaco 11 「忘却と再生」 - Bōkyaku to saisei – "Giocando e dimenticando"                                   | 2 maggio 2007 ISBN 978-4-08-874356-1    | 10 ottobre 2008 ISBN 978-84-6746-313-2   |
| 12 | Nôgami Neuro investigatore demoniaco 12 「這って動く老人」 - Hatte ugoku rōjin – "Movimento per gli anziani"                             | 3 agosto 2007 ISBN 978-4-08-874404-9    | 14 novembre 2008 ISBN 978-84-6746-314-9  |
| 13 | Nôgami Neuro investigatore demoniaco 13 「怪盗の真価」 - Kaitō no shinka – "Merito del ladro"                                            | 4 ottobre 2007 ISBN 978-4-08-874426-1   | 31 dicembre 2008                         |
| 14 | Nôgami Neuro investigatore demoniaco 14 「「絶対悪」」 - "Zettai aku" – ""Male assoluto""                                                | 4 dicembre 2007 ISBN 978-4-08-874447-6  | 15 febbraio 2009                         |
| 15 | Nôgami Neuro investigatore demoniaco 15 「闇の隣のインターミッション」 - Yami no tonari no intāmisshon – "Prossima intermissione oscura" | 4 febbraio 2008 ISBN 978-4-08-874478-0  | 3 maggio 2009 ISBN 978-84-6746-317-0     |
| 16 | Nôgami Neuro investigatore demoniaco 16 「魔人の天敵」 - Majin no tenteki – "Nemico naturale del demone"                                 | 4 aprile 2008 ISBN 978-4-08-874499-5    | 29 settembre 2012 ISBN 978-84-684-8033-6 |
| 17 | Nôgami Neuro investigatore demoniaco 17 「共闘」 - Kyōtō – "Coalizione"                                                                  | 4 luglio 2008 ISBN 978-4-08-874527-5    | 29 settembre 2012 ISBN 978-84-684-8034-3 |
| 18 | Nôgami Neuro investigatore demoniaco 18 「根絶やしの少年」 - Nedayashi no shōnen – "Sradicare il ragazzo"                                | 3 ottobre 2008 ISBN 978-4-08-874576-3   | 6 ottobre 2012 ISBN 978-84-684-8035-0    |
| 19 | Nôgami Neuro investigatore demoniaco 19 「女王様は魔女」 - Joō-sama wa majo – "La regina è la strega"                                    | 4 dicembre 2008 ISBN 978-4-08-874604-3  | 6 ottobre 2012 ISBN 978-84-684-8036-7    |
| 20 | Nôgami Neuro investigatore demoniaco 20 「笑み」 - Emi – "Sorriso"                                                                       | 4 febbraio 2009 ISBN 978-4-08-874631-9  | 15 dicembre 2012                         |
| 21 | Nôgami Neuro investigatore demoniaco 21 「出会えて…」 - Deaete… – "Avere incontrato..."                                                  | 1º maggio 2009 ISBN 978-4-08-874665-4   | 15 dicembre 2012                         |
| 22 | Nôgami Neuro investigatore demoniaco 22 「それぞれの決戦」 - Sorezore no kessen – "La resa dei conti di ciascuno"                        | 3 luglio 2009 ISBN 978-4-08-874702-6    | 15 dicembre 2012                         |
| 23 | Nôgami Neuro investigatore demoniaco 23 「「謎」」 - "Nazo" – ""Mistero""                                                                | 4 agosto 2009 ISBN 978-4-08-874730-9    | 15 dicembre 2012                         |

### Anime
La produzione di un adattamento anime fu annunciato sul trentatreesimo numero di Weekly Shōnen Jump uscito il 14 luglio 2007. La serie animata è stata prodotta dallo studio Madhouse, Nippon Television, Shūeisha, D.N. Dream Partners e VAP, la regia fu affidata a Hiroshi Kōjina, la sceneggiatura venne assegnata a Satoshi Suzuki, il character design fu ad opera di Mika Takahashi mentre la colonna sonora fu composta da Tomoki Hasegawa. L'anime si compone di 25 episodi, trasmessi dal 2 ottobre 2007 al 25 marzo 2008 su NTV in Giappone; in seguito le puntate furono replicate sulle stazioni televisive affiliate a NTV.

#### Episodi
| Nº | Titolo italiano (traduzione letterale) Giapponese 「Kanji」 - Rōmaji | In onda          | In onda |
| Nº | Titolo italiano (traduzione letterale) Giapponese 「Kanji」 - Rōmaji | Giapponese       |         |
| 1  | Mangiare 「食【しょく】」 - Shoku                                    | 2 ottobre 2007   |         |
| 2  | Comunità 「集【コミュニティ】」 - Komyuniti                          | 9 ottobre 2007   |         |
| 3  | Veleno 「笑【どく】」 - Doku                                         | 16 ottobre 2007  |         |
| 4  | Cane 「犬【いぬ】」 - Inu                                            | 23 ottobre 2007  |         |
| 5  | Ufficio 「貸【じむしょ】」 - Jimusho                                 | 30 ottobre 2007  |         |
| 6  | Amici lunghi 「髪【ながいともだち】」 - Nagai tomodachi              | 6 novembre 2007  |         |
| 7  | Scatola 「箱【はこ】」 - Hako                                        | 13 novembre 2007 |         |
| 8  | Futuro 「夢【みらい】」 - Mirai                                      | 20 novembre 2007 |         |
| 9  | Cravatta 「締【しめ】」 - Shime                                      | 27 novembre 2007 |         |
| 10 | Solo 「一【ひとりきり】」 - Hitorikiri                               | 4 dicembre 2007  |         |
| 11 | Ribalta 「光【きゃっこう】」 - Gyakkō                                | 11 dicembre 2007 |         |
| 12 | Statua 「像【ぞう】」 - Zō                                           | 18 dicembre 2007 |         |
| 13 | Sai 「X【サイ】」 - Sai                                              | 25 dicembre 2007 |         |
| 14 | Onirico 「旅【ゆめきぶん】」 - Yume kibun                            | 9 gennaio 2008   |         |
| 15 | Drago 「竜【りゅう】」 - Ryū                                         | 15 gennaio 2008  |         |
| 16 | Primavera 「春【はる】」 - Haru                                      | 22 gennaio 2008  |         |
| 17 | Caccia 「追【チェイス】」 - Cheisu                                   | 29 gennaio 2008  |         |
| 18 | Chiave 「鍵【かぎ】」 - Kagi                                         | 5 febbraio 2008  |         |
| 19 | Due 「2【ふたり】」 - Futari                                         | 12 febbraio 2008 |         |
| 20 | Donna 「机【おんな】」 - Onna                                        | 19 febbraio 2008 |         |
| 21 | Bellezza 「整【び】」 - Bi                                           | 26 febbraio 2008 |         |
| 22 | Strega 「女【まじょ】」 - Majo                                       | 4 marzo 2008     |         |
| 23 | Sai 「責【さい】」 - Sai                                             | 11 marzo 2008    |         |
| 24 | Sai (sigillato) 「塞【さい】」 - Sai                                 | 18 marzo 2008    |         |
| 25 | Sai (finale) 「塞【さい】」 - Sai                                    | 25 marzo 2008    |         |

#### Colonna sonora
- Sigla di apertura: DIRTY dei Nightmare
- Sigla di chiusura: Kodoku no hikari (孤独のヒカリ?) di Seira Kagami

### Drama CD
Il primo drama CD è uscito il 6 novembre 2006 con gli stessi doppiatori dell'anime, il secondo è uscito il 25 aprile 2007.

### Videogiochi
Un videogioco per Nintendo DS intitolato Majin Tantei Nōgami Neuro - Neuro to Yako no bishoku sanmai (魔人探偵脳噛ネウロ ネウロと弥子の美食三昧?) e sviluppato da Marvelous Entertainment, è stato pubblicato il 12 giugno 2008. Un altro, per PlayStation 2, intitolato Majin Tantei Nōgami Neuro - Battle Da Yo (魔人探偵脳噛ネウロ バトルだヨ!?, Majin Tantei Nōgami Neuro - Batoru da yo!) e sviluppato da Compile Heart, è stato pubblicato il 28 agosto 2008.
Neuro Nôgami appare come personaggio giocabile in Jump Ultimate Stars per Nintendo DS, dove utilizza Yako per eseguire alcuni attacchi, inoltre Akane, X e Sasazuka appaiono come aiutanti. Nero è apparso anche come personaggio di supporto in J-Stars Victory Vs.